# 琉球藩

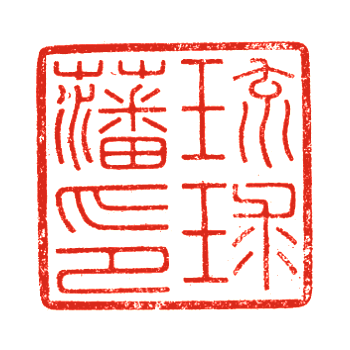
琉球藩の印

琉球藩（りゅうきゅうはん）は、明治初期に現在の沖縄県を治めた藩。藩庁は首里城（沖縄県那覇市首里）。藩王は第二尚氏。

## 概要
琉球藩の設置に先立って日本では全国的に1869年（明治2年）の版籍奉還により諸大名から天皇へ領地（版図）と領民（戸籍）の返還、さらに1871年（明治4年）の廃藩置県と、中央集権化が進んでいた。この時点ではまだ、琉球王国は薩摩藩および後身の鹿児島県の付庸国であり続けたが、明治政府としては琉球についても版籍奉還させることを意図していた。
廃藩置県の翌年の1872年（明治5年）9月14日、琉球国王尚泰は明治政府の命により尚健（伊江朝直）と宜野湾親方朝保を慶賀使として東京に送る。明治天皇により尚泰を「琉球藩王」に任じ、華族に列する詔勅を尚健が代理で受ける（  『琉球國王尚泰ヲ藩王トナシ華族ニ陞列スルノ詔』）。天皇より尚泰に下賜金があり、また旧薩摩藩への負債も明治政府が肩代わりすることになった。以上により琉球は鹿児島県付庸国から明治政府の直轄地となり、琉球藩が設置された。

## 解釈
明治政府側にとっては、琉球王国を日本の天皇が任ずる藩王が治める琉球藩とするものであり、その意味では琉球国王としての尚泰はこの時点（天皇より詔勅を下賜された明治5年9月14日付）で廃位されたものと解釈される。また、琉球王国の滅亡時点をこの時点とする見方もある。
琉球藩王に封ずる明治天皇の詔勅は、単に琉球藩と言う行政単位の設置に留まらず、明治天皇が尚泰王を冊封し、天皇と琉球藩王尚泰との間に君臣関係を設定する意義があるとの解釈がある。これは、薩摩の付庸国とされ江戸上りとして徳川将軍に慶賀使を定期的に送っていた関係とは外交関係の質的に全く異なる。
また、琉球藩の外交権は帝国外務省に移るものとされたが、政体の実態としては琉球藩設置前とあまり変わらず、尚泰と王府臣下一門は琉球に君臨し続けた。尚泰は「皇国と支那の御恩」に感謝し、両国を「父母の国」と仰ぎ奉っているとして、日清「両属」の現状維持を要請し（『琉球見聞録』）、清への朝貢を続け、中国に対しては王位を名乗り続けた。

## 台湾出兵との関係
琉球藩の設置に遡る明治4年11月8日、琉球御用船の船員が漂着先の台湾で台湾原住民・パイワン族に殺害された、いわゆる琉球島民殺害事件が起き、生存者が明治5年6月7日、清国経由で那覇に帰着すると言う事件が起きていた。政府は、事件に対し清朝に厳重に抗議したが、原住民は「化外の民」（国家統治の及ばない者）であるという清朝からの返事があり、これを受け、政府は1874年（明治7年）5月6日より台湾出兵を行った。これに清側は直ちに抗議し、撤兵を強く求めた。明治政府は同年9月、「和戦を決する権」を与えられた大久保利通を全権として北京に派遣。清と交渉し、難航の末、清は日本の出兵を「義挙」と認め、50万両（テール）の賠償をすることで事件は決着した。これは、琉球の帰属問題で日本に有利に働くが、清は琉球の日本帰属を正式に承認したわけではなかった。

## 琉球処分および沖縄県の設置へ
明治政府は翌1875年（明治8年）、琉球に対して清との冊封と朝貢関係の廃止、ならびに明治年号の使用などを命令するが、琉球は清との朝貢関係を継続する意向を表明。清は琉球の朝貢禁止に抗議するなど、外交上の決着はつかなかった。
尚泰はその後も清への朝貢を続けたが、1879年（明治12年）、明治政府は尚泰を東京の尚家の侯爵邸に移動を命じた。これにより名実ともに廃位となり、琉球王国は滅亡した。明治政府は内務官僚・警察隊・熊本鎮台分遣隊を派遣し、琉球藩を廃止して同年中に沖縄県を設置した。

## 抗命事件、清との交渉
しかし旧体制での特権階級だった王族や士族の清への亡命など抗命が相次いだ。宮古島では、県派遣警察に対する在地士族の組織的抵抗が起こり、警官を排除して県に味方した島民を殺害した暴動「サンシー事件」も起きたが、警察力で平定された。

この日本側の琉球処分に清は再三抗議し、日本による琉球の併合を承認しない立場を明確にし、八重山への出兵をも検討した。対する日本も琉球は元来自国に属するとし、交渉は平行線を辿った。この状況下で、アメリカ元大統領ユリシーズ・グラントが仲介となり、1880年北京で日清の交渉が行われた。
交渉の席上、日本側の思惑としては日清修好条規を期限内改正し中国内での日本人の通商権の追加（最恵国待遇の付与）が最重要課題であり、琉球帰属問題は外交カードの1つに過ぎなかった。そのため日本は、案のひとつとして先島諸島（八重山列島・宮古列島）を割譲し清領とする事を提示した。しかし清は、琉球國の復興を考えており、当時ロシアとの領土問題も抱えていた所から先延ばしを選び、清側が調印せずに終わった。

## 日清戦争へ
そのため琉球帰属問題は棚上げとなっていたが、日清戦争における日本の勝利と下関条約の締結により、清は琉球どころか清国の領土であった台湾や澎湖諸島までも割譲させられる。清は朝鮮と共に旧朝貢国への影響力を喪失し、東アジアの伝統的国際秩序であった冊封体制に基づく国際秩序は終焉を迎えた。
華族令発布後、他の元大名との石高の比較からは尚家は伯爵に相当するが、「国王」に対する敬意により侯爵に叙せられ（当初は公爵に叙すことも検討されていた）、破格の経済待遇を与えられた。また、分家も男爵に叙せられた。
琉球藩が設置されてから沖縄県として日本に完全編入されるまでの経緯を琉球処分という。

## 歴代藩王
8万9千石
| 代 | 氏名             | 在職期間                           | 享年 | 墓所 | 出身家 |
| -- | ---------------- | ---------------------------------- | ---- | ---- | ------ |
| 1  | 尚泰 しょう たい | 明治5年 - 明治12年 1872年 - 1879年 | 59   | 玉陵 | 尚家   |

## 関連作品
- 長堂英吉『黄色(ちいる)軍艦』新潮社 (1999/03) ISBN 978-4103796039